# Rozenbottelsoep
Rozenbottelsoep (Zweeds: nyponsoppa) is een soep gemaakt van rozenbottels. Het gerecht is in Zweden een populaire delicatesse en wordt geserveerd als een drank of als een dessert met melk, room of vanille-ijs. Verder worden bij de soep vaak kleine beschuitjes van amandelen gedaan.
De soep wordt ook als ontbijt gegeten, maar de varianten daarvoor zijn vaak simpeler, zo bevatten ze minder fruit en zijn ze wateriger.